# 反白人感情
反白人感情（はんはくじんかんじょう、英: Anti-White sentiment）とは、身体的特徴に基づく歴史的人種分類概念の一つであるコーカソイドを主にした、白人や白人至上主義に否定を示す白人排他感情である。
反米感情とは異なり、白人そのものや白人の価値観・思想に否定的な感情・主張を示す。

## 概要
白人による人種差別・侵略・奴隷制が白人至上主義を基に歴史的に長く続き、それを起因に反白人感情と見られる事象が数多く発生している。オーストラリアの白人至上主義は白豪主義と呼ばれる。

## 日本の反白人感情
歴史的に日本は反白人感情や白人に対しての差別的感情が外国と比較して強い国であり、戦前より反白人感情が存在しており、1940年（昭和15年）より提唱された大東亜共栄圏などに反白人感情が見られる。
幕末では黒船来航をきっかけに、日本は欧米の白人に対抗するために、あえて西洋より技術を学習するという手法を取り、白人の西洋列強に対抗する軍国主義が誕生した。
太平洋戦争において、白人国家であるアメリカによって、広島市と長崎市に原子爆弾を投下されたことや、日系人の強制収容、戦後に連合国軍最高司令官総司令部（GHQ）が存在したり、3S政策（日本弱体化政策）の施行、沖縄米兵少女暴行事件を始めとした在日米軍基地の軍人の多数の犯罪行為などを理由に反米感情が存在する。
清水馨八郎（理学博士）は著書『侵略の世界史―この500年、白人は世界で何をしてきたか』にて白人の残虐性・侵略性に基づいた歴史を解説している。
田中良紹（ジャーナリスト）はアメリカ合衆国に対して批判的であり、太平洋戦争の敗戦直後から白人が主導してきたアメリカが日本人に施してきた弱体化洗脳政策を強く批判している。
しかし前述のように反白人感情は反米感情とは基本的に異なり、白人そのものや白人の価値観・思想に否定的な感情・主張を示す。
日本を含んだアジアでは白人を表す紅毛という言葉があり、現代では白人への差別・侮辱を表すとされている。

## 海外の反白人感情
海外ではアメリカのネーション・オブ・イスラムや新ブラックパンサー党などが存在する。
文化や音楽ではラスタファリ運動やレゲエにおいて白人社会のバビロンシステムは悪の象徴とされ、腐敗した権力・社会システム・警察などを表す。
2005年12月にはオーストラリア・シドニーで白人の差別主義に対するクロナラ暴動が発生した。
2020年にはジョージ・フロイドの死をきっかけに、一気に熾烈な反白人主義が広がり、大規模な暴動などが発生した。また白人警察官による不正が相次いで露見していった。
2021年には南アフリカにて政党「経済的解放の闘士（EFF）」が「黒人のための南アフリカ」の実現を目指す黒人民族主義を掲げ、暴力も辞さない過激な街頭運動や「白人を殺せ」との主張などを行った。
2022年5月14日にアメリカで、重武装した白人男が黒人の多いスーパーマーケットを標的にして10人を殺害した「バッファロー虐殺事件」についてユージン・ワシントンは「これらの黒人犠牲者は白人至上主義によって殺されたのだ」と語った。
2022年7月9日にはニューヨークのバス車内にて、黒人3名（女・16歳、女・15歳、他1人不明）が白人（女・57歳）と口論になり、反白人感情的な暴言を行う事件が発生した。
2023年1月7日にテネシー州メンフィス市にて、黒人男性が警察官に拘束され、激しい暴行により死亡し、メンフィス市やニューヨークにてデモが発生した。
ジャン＝ジャック・デサリーヌなどが、代表的な反白人主義者として知られている。